# St. Agatha (Ingstetten)

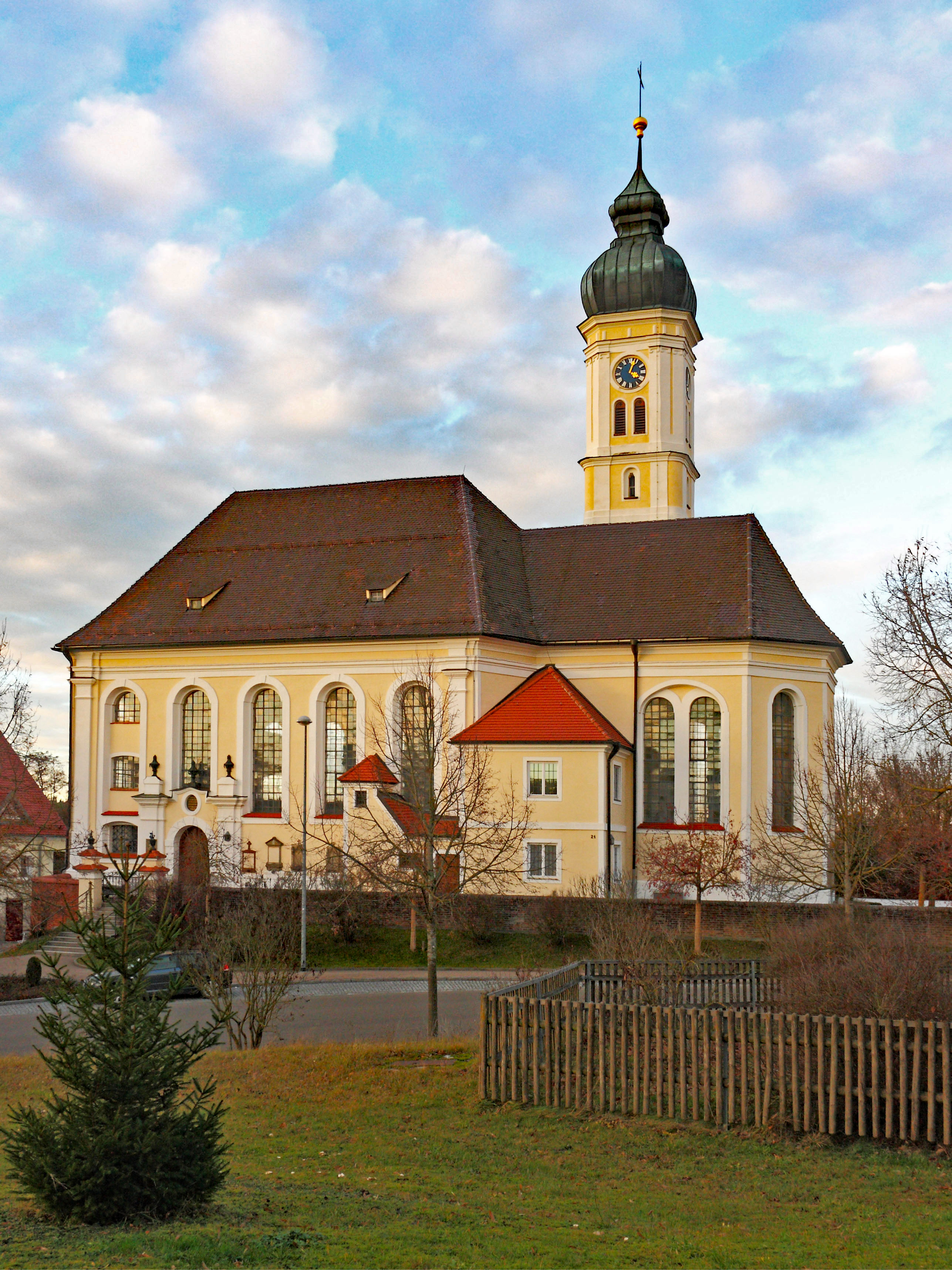
St. Agatha in Ingstetten

Die römisch-katholische Filialkirche St. Agatha steht in Ingstetten, einem Gemeindeteil von Roggenburg im Landkreis Neu-Ulm in Bayern. Das Bauwerk ist in der Liste der Baudenkmäler in Roggenburg als Baudenkmal unter der Nr. D-7-75-149-20 eingetragen.

## Beschreibung
Die Saalkirche wurde 1790/91 unter Thaddäus Aigler erbaut. Sie besteht aus einem Langhaus, einem eingezogenen, dreiseitig geschlossenen Chor im Osten, einem Chorflankenturm an der Nordwand und der Sakristei an der Südwand des Chors. Die fünf unteren quadratischen Geschosse des Chorflankenturms stammen von der spätgotischen Vorgängerkirche. Er wurde mit achteckigen Geschossen aufgestockt, die den Glockenstuhl und die Turmuhr beherbergen, und mit einer Welschen Haube bedeckt. Der Innenraum des Langhauses ist mit einer Flachdecke überspannt. Im Westen befindet sich eine doppelstöckige Empore, auf der oberen steht die Orgel. An den Wänden hängt ein in Medaillons untergebrachter Kreuzweg. Über dem Chorbogen befindet sich das Wappen des Klosters Roggenburg. Die Fresken wurden 1791 von Konrad Huber gestaltet. Auf dem Hochaltar befindet sich eine Kreuzigungsgruppe. Ein Schmerzensmann stammt vom Ende des 17. Jahrhunderts.